# Fernando Schwartz (periodista mexicano)
Fernando Schwartz (Ciudad de México, 19 de enero de 1960) es un periodista deportivo mexicano. Actualmente colabora en la cadena de televisión Fox Deportes, en la estación de radio Radio 13 y escribe en el periódico Esto.

## Biografía
Fernando tuvo su primer contacto con el mundo deportivo al participar en el programa de concursos El Gran Premio de los 64 Mil pesos, donde participó con el tema de “Fútbol Mexicano de 1969 a 1971 y la Copa del Mundo de 1970”. 
Para 1974 recibió la invitación para colaborar semanalmente en el programa radial Comentando el fútbol con Jesús Domínguez García, donde cada domingo presentaba su comentario y apunte sobre el fútbol mexicano.
En agosto de 1977, ingresó a la Dirección de Noticieros y Eventos Especiales de Televisa, lugar donde desarrolló la mayor parte de su carrera a lo largo de 23 años. Debutó en 24 horas del sábado, que era conducido por Virginia Sendel Lemaitre. A la par realizó la cobertura en cancha en los partidos del fútbol mexicano de la Primera División. En 1978 comenzó a participar como suplente en el estelar de 24 horas en donde hizo las secciones deportivas al lado de Jacobo Zabludovsky y Lolita Ayala.
Dos años después (1980), forma parte del equipo de Televisa que cubre los Juegos Olímpicos de Moscú 1980, al lado de Guillermo Ortega. A su regreso a México se convierte en titular de la Sección deportiva de 24 horas con Jacobo Zabludovsky, y siete años más tarde se integra al equipo del informativo Muchas noticias, que conduce Lolita Ayala, donde conduce la sección deportiva hasta el año 2000.
Durante su carrera en Televisa ha cubierto varios mundiales de fútbol, Juegos Olímpicos de Verano e Invierno, peleas de boxeo, copas América y partidos de la selección mexicana de fútbol, además de entrevistar a varias personalidades del deporte, como: Pelé, Diego Armando Maradona, Hugo Sánchez, Fernando Valenzuela, Julio César Chávez, Muhammad Ali, Mike Tyson, Nadia Comaneci, entre otros.
En 2000 emigra a Estados Unidos al aceptar una oferta de trabajo de Telemundo, cuatro años después emigra a la cadena Univisión, donde trabaja y permanece cinco años siendo conductor de los programas Boxeo en esta esquina y Locura por el fútbol, además de narrar los partidos de la Primera División de México. 
En 2009 se integra a ESPN, para la cual conduce el programa Fuera de juego. También ha colaborado en la estación Radio 13, en el noticiario de Javier Solórzano, y con el diario Esto, en donde publica la columna “En la cancha”.
Ha escrito diversos libros del deporte como La historia de las copas del mundo, El libro olímpico, Sí se pudo, Biografía de Mario Vázquez Raña entre otros.

## Premios y distinciones
Ha sido ganador de diversos premios como: “El Calendario Azteca”, por mejor cronista deportivo de 1980. “Mejor periodista de México” en 1996, “Las Palmas de Oro” en 1992, “El Sol de Oro” en 1987, asimismo, recibió la entrega de las llaves de la ciudad de Puebla en 1984.
En la Copa Mundial de Catar 2022 fue reconocido por la FIFA y AIPS en el evento "Periodistas en el podio de la Copa Mundial de la FIFA 2022" por su trayectoria mundialista al haber cubierto 10 Copas del Mundo. Recibió el premio de las manos de Ronaldo Nazário, siendo junto con Enrique "Perro" Bermúdez de los primeros periodistas mexicanos en recibir tal distinción.